# Koukou-Andarana (département)
Le département de Koukou-Andarana est un des cinq départements composant la province du Sila au Tchad. Son chef-lieu est Koukou-Andarana.

## Subdivisions
Le département de Koukou-Andarana compte trois sous-préfectures qui ont le statut de communes :
- Koukou-Andarana,

## Histoire
Le département de Koukou-Andarana a été créé par l'ordonnance n° 038/PR/2018 portant création des unités administratives et des collectivités autonomes du 10 août 2018.

## Administration
Préfets de Koukou-Andarana (depuis 2018)
- nd.